# Новоросийск (железопътна гара)
Железопътна гара Новоросийск (на руски: Железнодорожная станция Новороссийск) е железопътна гара в град Новоросийск, разположена на ул. „Жуковски“ № 16. Принадлежи към Севернокавказката железопътна линия на Руските железници. Сградата на жп гарата е построена в края на 19 век и има доста колоритен външен вид, призната е за архитектурен паметник.
Днес разписанието на гарата включва влакове за дълги разстояния и местни влакове. Като цяло те свързват Новоросийск със 172 града. Железопътни билети за влакове, включително транзитни, могат да бъдат закупени до Архангелск, Ростов на Дон, Воркута, Москва, Мурманск, Екатеринбург, Пенза, Санкт Петербург, Воронеж, Югорск и др.